# گردهمایی اتحاد راست‌گرایان ۲۰۱۷
گردهمایی اتحاد راست‌گرایان ۲۰۱۷ (انگلیسی: 2017 Unite the Right rally) گردهمایی مسلح برترپنداران نژاد سفید (راست‌گرایان افراطی، ملی‌گرایان سفیدپوست، و نئونازیست‌ها) در شهر شارلوتزویل در ایالت ویرجینیای آمریکا بود که در یازدهم و دوازدهم اوت ۲۰۱۷ برگزار شد. تظاهرات در اعتراض به حذف نمادهای ایالات برده‌دار جنوبی در جنگ داخلی آمریکا به ویژه تندیس اسب‌سوار رابرت ئی. لی برگزار شده بود.

## رابرت ادوارد لی
رابرت ادوارد لی ((به انگلیسی: Robert Edward Lee)؛ زاده ۱۹ ژانویهٔ ۱۸۰۷ - درگذشته ۱۲ اکتبر ۱۸۷۰ (۶۳ سال) یک ارتشبد آمریکایی بود که به فرماندهی ارتش مؤتلفهٔ ویرجینیای شمالی در دوران جنگ داخلی آمریکا از سال ۱۸۶۲ تا زمان تسلیمش شناخته می‌شود. لی تا پایان جنگ داخلی آمریکا به جفرسون دیویس رئیس جمهور ایالات برده دار جنوبی وفادار ماند تا این که سرانجام ژنرال یولیسیز سایمن گرانت لی را در اِپومَِتِکس کورت هاوس در سال ۱۸۶۵ شکست داد و جنگ داخلی پایان یافت. ۵ سال بعد لی درگذشت. استون‌وال جکسن معروف‌ترین فرمانده تاریخ زیر نظر لی بود

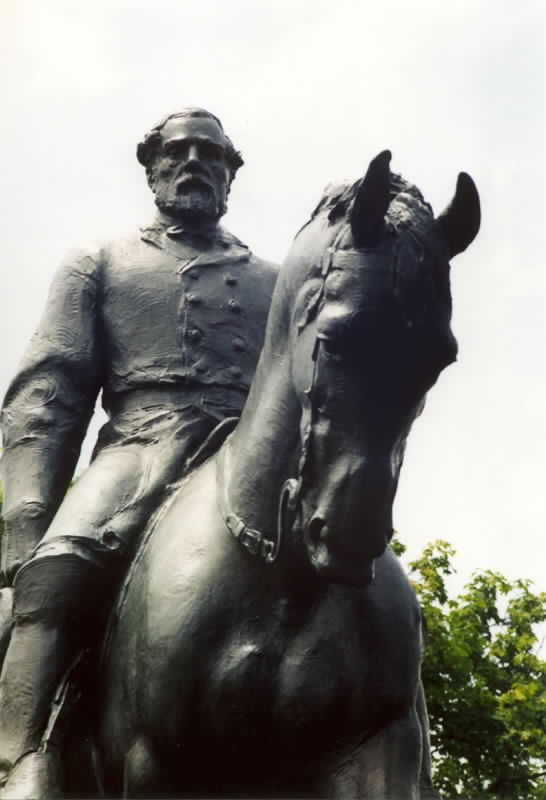
تندیس رابرت ادوارد لی فرمانده ارتش مؤتلفهٔ ویرجینیای شمالی در جنگ داخلی آمریکا در پارک آزادی بردگان (پیشتر پارک لی) در شهر شارلوتزویل، ویرجینیا

## تندیس رابرت ادوارد لی
تندیس رابرت ادوارد لی یک تندیس اسب‌سوار از فرماندهٔ ارتش مؤتلفهٔ ویرجینیای شمالی در جنگ داخلی آمریکا، رابرت ئی. لی است که در پارک آزادی بردگان (پیشتر پارک لی) در شهر شارلوتزویل، ویرجینیا قرار داشت.

## درگیری‌ها
در اثر به خشونت کشیده‌شدن این گردهمایی با حملهٔ یک خودرو به مخالفان گردهمایی یک زن ۳۲ ساله به نام «هیتر هی‌یر» کشته و ۱۹ نفر زخمی شدند که حال پنج نفر از آن‌ها وخیم گزارش شده بود. در دسامبر ۲۰۱۸ دادگاه با ۳۰ فقره اتهام جرایم نژادپرستانه، الکس فیلدز (زادهٔ ۱۹۹۷)، رانندهٔ قاتل را به تحمل ۴۱۹ سال زندان و پرداخت ۴۸۰ هزار دلار آمریکا جریمه محکوم کرد.
همچنین در اثر سقوط یک بالگرد پلیس ایالتی که ناظر به خشونت کشیده‌شدن تظاهرات بود دو مأمور کشته شدند.